# Leyla Erbil
Leyla Erbil ( Isztambul, 1931. január 12. – Isztambul, 2013. július 19.) Törökország egyik vezető kortárs női írója volt, hat regény, három novellagyűjtemény és egy esszékönyv szerzője. Ő volt az első török női író, akit a PEN International 2002-ben irodalmi Nobel-díjra jelölt.  Erbil társalapítója volt a Török Művészek Szövetségének és a Törökországi Írók Szindikátusának.

## Magánélete
Egy háromgyermekes család második gyermekeként, Leylâ Erbil a törökországi Isztambulban született Emine Huriye Hanim és Hasan Tahsin gyermekeként. A Kadıköy leányiskolában tanult, és az Isztambuli Egyetem angol nyelv és irodalom tanszékére járt. 
Első férjéhez, Aytek Şayt 1951-ben ment feleségül első egyetemi éve után. A házasság, amely nem tartott sokáig, arra késztette Erbilt, hogy szünetet tartson az oktatásban; nem sokkal válásuk után visszatért az egyetemre. 
Második férjével, Mehmet Erbillel 1953-ban ismerkedett meg, amikor titkárként és fordítóként dolgozott a Scandinavian Airlines- nál, és az utolsó évben újabb szünetet tartott a tanulmányaiban. Néhány rövid hónap múlva összeházasodtak, és a nő ezután nem folytatta tanulmányait. A pár Izmirbe költözött, ahol 1960-ban Leyla Erbil megszülte egyetlen lányát, Fatoş Erbil-Pınart. 
Erbilnél 2005-ben Langerhans sejt hisztiocitózist diagnosztizáltak, és nyolc évig küzdött betegségével. 2013. július 19-én halt meg, 82 éves korában egy isztambuli kórházban.

## Szervezeti hovatartozás és aktivizmus
Az 1960-as években részt vett a Török Munkáspárt Művészeti és Kulturális Hivatalában, amely akkoriban a legbefolyásosabb szocialista párt volt, mígnem 1988-ban egyesült a Török Kommunista Párttal és megszűnt független pártként létezni. Erbil 1970-ben a Török Művészek Szövetségének egyik alapító tagja lett. Négy évvel később, 1974-ben a Writers Syndicate of Turkey alapító tagja lett, ahol barátaival készítette el a szindikátus alapszabályát. Ekkor a PEN Írók Szövetségének is tagja volt.
1999-ben Erbil a Szabadság és Szolidaritás Párt (ÖDP) képviselőjelöltje lett. Ellenben a tagokkal kialakult nézeteltéréseinek okán, nem sokkal késöbb kilépett a pártból.

## Irodalmi karrier
Titkárnőként és fordítóként kezdett el történeteket írni. Első verse 1945-ben jelent meg, de történeteiről ismert, amelyek az 1950-es években kezdtek megjelenni különböző folyóiratokban. Történetei általában az egyének és a társadalom érzelmi és szociológiai konfliktusain alapulnak. Legyen szó szerelmi történetről vagy családtörténetről, vagy a társadalom politikai és társadalmi alakulásáról, általában egymásnak ellentmondó állapotokat és helyzeteket mutat be. A török irodalom hagyományos technikáitól és a török nyelv szintaxisától elszakadva, Sigmund Freud tanításaiból merítve Erbil egyedi stílust alakított ki, és a török nyelv különböző megfogalmazásait használta. Új narratív hangot keresett a társadalommal összeütköző modern egyén egzisztenciális küzdelmeinek ábrázolására. Erbil arról híres, hogy képes megfigyelni az egyéneket különböző társadalmi perspektívák alapján, történeteit pedig a valóság többféle dimenziójának ábrázolására irányuló törekvések jellemzik.

## Bibliográfia
| Év   | Név              | Lefordított név                        | Írja be  |
| ---- | ---------------- | -------------------------------------- | -------- |
| 1961 | Hallaç           | Carder (alt. fordítás: Cotton Fluffer) | Novellák |
| 1968 | Gecede           | Éjszaka                                | Novellák |
| 1971 | Tuhaf Bir Kadın  | Egy Furcsa Nő                          | Regény   |
| 1977 | Eski Sevgili     | Régi szerelem                          | Novellák |
| 1985 | Karanlığın Günü  | A Sötétség Napja                       | Regény   |
| 1988 | Mektup Aşkları   | Szerelmes levelek                      | Regény   |
| 1998 | Zihin Kuşları    | Az elme madarai                        | Esszék   |
| 2001 | Cüce             | Törpe                                  | Regény   |
| 2005 | Üç Başlı Ejderha | Háromfejű sárkány                      | Regény   |
| 2011 | Kalan            | A Maradék                              | Regény   |
| 2013 | Tuhaf Bir Erkek  | Egy Furcsa Ember                       | Regény   |